# A Grace és Frankie epizódjainak listája
Ez a cikk a Grace és Frankie című sorozat epizódjait tartalmazza.

## Évados áttekintés
| Évad | Évad | Epizódok | Eredeti sugárzás    | Eredeti sugárzás  | Eredeti adó |
| Évad | Évad | Epizódok | Évadpremier         | Évadfinálé        | Eredeti adó |
| ---- | ---- | -------- | ------------------- | ----------------- | ----------- |
|      | 1    | 13       | 2015. május 8.      | 2015. május 8.    |             |
|      | 2    | 13       | 2016. május 6.      | 2016. május 6.    |             |
|      | 3    | 13       | 2017. március 24.   | 2017. március 24. |             |
|      | 4    | 13       | 2018. január 19.    | 2018. január 19.  |             |
|      | 5    | 13       | 2019. január 18.    | 2019. január 18.  |             |
|      | 6    | 13       | 2020. január 15.    | 2020. január 15.  |             |
|      | 7    | 16       | 2021. augusztus 13. | 2022. április 29. |             |

## 1. évad (2015)
| Sor. | Év. | Cím                                | Rendező             | Író                                            | Premier        |
| ---- | --- | ---------------------------------- | ------------------- | ---------------------------------------------- | -------------- |
| 1.   | 1.  | A vég (The End)                    | Tate Taylor         | Marta Kauffman és Howard J. Morris             | 2015. május 8. |
| 2.   | 2.  | A hitelkártyák (The Credit Cards)  | Scott Winant        | Marta Kauffman és Howard J. Morris             | 2015. május 8. |
| 3.   | 3.  | A vacsora (The Dinner)             | Bryan Gordon        | Nancy Fichman és Jennifer Hoppe-House          | 2015. május 8. |
| 4.   | 4.  | A temetés (The Funeral)            | Tim Kirkby          | Alexa Junge                                    | 2015. május 8. |
| 5.   | 5.  | Az esés (The Fall)                 | Betty Thomas        | Billy Finnegan                                 | 2015. május 8. |
| 6.   | 6.  | A földrengés (The Earthquake)      | Tristram Shapeero   | Jacquelyn Reingold                             | 2015. május 8. |
| 7.   | 7.  | A betűzőverseny (The Spelling Bee) | Tim Kirkby          | Julieanne Smolinski                            | 2015. május 8. |
| 8.   | 8.  | A szex (The Sex)                   | Dennie Gordon       | David Budin és Brendan McCarthy                | 2015. május 8. |
| 9.   | 9.  | A meghívás (The Invitation)        | Matt Shakman        | Billy Finnegan                                 | 2015. május 8. |
| 10.  | 10. | A lift (The Elevator)              | Miguel Arteta       | Laura Jacqmin                                  | 2015. május 8. |
| 11.  | 11. | A titkok (The Secrets)             | Andrew McCarthy     | Nancy Fichman és Jennifer Hoppe-House          | 2015. május 8. |
| 12.  | 12. | A legénybúcsú (The Bachelor Party) | Julie Anne Robinson | Jacquelyn Reingold                             | 2015. május 8. |
| 13.  | 13. | A fogadalmak (The Vows)            | Dean Parisot        | Marta Kauffman, Howard J. Morris és Alexa Jung | 2015. május 8. |

## 2. évad (2016)
| Sor. | Év. | Cím                           | Rendező           | Író                                   | Premier        |
| ---- | --- | ----------------------------- | ----------------- | ------------------------------------- | -------------- |
| 14.  | 1.  | A kívánság (The Wish)         | Dean Parisot      | Marta Kauffman és Howard J. Morris    | 2016. május 6. |
| 15.  | 2.  | A vitamix (The Vitamix)       | Rebecca Asher     | Alexa Junge                           | 2016. május 6. |
| 16.  | 3.  | A tárgyalás (The Negotiation) | Trent O'Donnell   | Billy Finnegan                        | 2016. május 6. |
| 17.  | 4.  | Az utazás (The Road Trip)     | Arlene Sanford    | Nancy Fichman és Jennifer Hoppe-House | 2016. május 6. |
| 18.  | 5.  | A vizsga (The Test)           | Andy Ackerman     | John Hoffman                          | 2016. május 6. |
| 19.  | 6.  | A csirke (The Chicken)        | Jann Turner       | Julie Durk                            | 2016. május 6. |
| 20.  | 7.  | A vaddisznó (The Boar)        | Michael Showalter | Julieanne Smolinski                   | 2016. május 6. |
| 21.  | 8.  | A kikötő (The Anchor)         | Melanie Mayron    | David Budin és Brendan McCarthy       | 2016. május 6. |
| 22.  | 9.  | Búcsúzások (The Goodbyes)     | Jason Ensler      | Nancy Fichman és Jennifer Hoppe-House | 2016. május 6. |
| 23.  | 10. | A kiút (The Loophole)         | Lee Rose          | Billy Finnegan                        | 2016. május 6. |
| 24.  | 11. | A kicsapongás (The Bender)    | Alex Hardcastle   | Brooke Wied és Alex Burnett           | 2016. május 6. |
| 25.  | 12. | A parti (The Party)           | Wendey Stanzler   | Alexa Junge                           | 2016. május 6. |
| 26.  | 13. | A vakmerő tett (The Coup)     | Rebecca Asher     | Marta Kauffman és Howard J. Morris    | 2016. május 6. |

## 3. évad (2017)
| Sor. | Év. | Cím                                   | Rendező         | Író                                | Premier           |
| ---- | --- | ------------------------------------- | --------------- | ---------------------------------- | ----------------- |
| 27.  | 1.  | A kiállítás (The Art Show)            | Marta Kauffman  | Marta Kauffman és Howard J. Morris | 2017. március 24. |
| 28.  | 2.  | Az inkubátor (The Incubator)          | Arlene Sanford  | Billy Finnegan                     | 2017. március 24. |
| 29.  | 3.  | A fókuszcsoport (The Focus Group)     | Ken Whittingham | Wil Calhoun                        | 2017. március 24. |
| 30.  | 4.  | A betörés (The Burglary)              | Alex Hardcastle | Brendan McCarthy és David Budin    | 2017. március 24. |
| 31.  | 5.  | A puska (The Gun)                     | Rebecca Asher   | Julie Durk                         | 2017. március 24. |
| 32.  | 6.  | A fű (The Pot)                        | Andy Ackerman   | Julieanne Smolinski                | 2017. március 24. |
| 33.  | 7.  | A padló (The Floor)                   | Rebecca Asher   | Alexa Junge                        | 2017. március 24. |
| 34.  | 8.  | A riasztás (The Alert)                | Melanie Mayron  | John Hoffman                       | 2017. március 24. |
| 35.  | 9.  | A bocsánatkérés (The Apology)         | Ken Whittingham | Alex Kavallierou és Sara Lohman    | 2017. március 24. |
| 36.  | 10. | A címkék (The Labels)                 | Arlene Sanford  | Alex Burnett és Brooke Wied        | 2017. március 24. |
| 37.  | 11. | A másik vibrátor (The Other Vibrator) | Rebecca Asher   | Billy Finnegan                     | 2017. március 24. |
| 38.  | 12. | A musical (The Musical)               | Arlene Sanford  | Wil Calhoun                        | 2017. március 24. |
| 39.  | 13. | A jel (The Sign)                      | Rebecca Asher   | Marta Kauffman és Howard J. Morris | 2017. március 24. |

## 4. évad (2018)
| Sor. | Év. | Cím                                   | Rendező                | Író                                | Premier          |
| ---- | --- | ------------------------------------- | ---------------------- | ---------------------------------- | ---------------- |
| 40.  | 1.  | A bérlő (The Lodger)                  | Alex Hardcastle        | Marta Kauffman és Howard J. Morris | 2018. január 19. |
| 41.  | 2.  | A nemvadászat (The Scavengender Hunt) | Ken Whittingham        | Marta Kauffman és Howard J. Morris | 2018. január 19. |
| 42.  | 3.  | A Szteppy-díj (The Tappys)            | Rebecca Asher          | Billy Finnegan                     | 2018. január 19. |
| 43.  | 4.  | A lejárati idő (The Expiration Date)  | Alex Hardcastle        | John Hoffman                       | 2018. január 19. |
| 44.  | 5.  | A standok (The Pop-Ups)               | Rebecca Asher          | Julia Durk                         | 2018. január 19. |
| 45.  | 6.  | A zsanér (The Hinge)                  | Ken Whittingham        | Julieanne Smolinski                | 2018. január 19. |
| 46.  | 7.  | A vezetékes (The Landline)            | Randall Keenan Winston | Michael Platt és Barry Safchik     | 2018. január 19. |
| 47.  | 8.  | A lezárt környék (The Lockdown)       | Gail Lerner            | David Budin és Brendan McCarthy    | 2018. január 19. |
| 48.  | 9.  | A térdműtét (The Knee)                | Rebecca Asher          | Gretchen Enders                    | 2018. január 19. |
| 49.  | 10. | A halálos bot (The Death Stick)       | Ken Whittingham        | Brooke Wied                        | 2018. január 19. |
| 50.  | 11. | A kád (The Tub)                       | Rebecca Asher          | Alex Burnett                       | 2018. január 19. |
| 51.  | 12. | A patkányok (The Rats)                | Alan Poul              | Sara Lohman és Alex Kavallierou    | 2018. január 19. |
| 52.  | 13. | Az idősek otthona (The Home)          | Marta Kauffman         | Melissa DiNicola és Billy Finnegan | 2018. január 19. |

## 5. évad (2019)
| Sor. | Év. | Cím                              | Rendező                | Író                                | Premier          |
| ---- | --- | -------------------------------- | ---------------------- | ---------------------------------- | ---------------- |
| 53.  | 1.  | A ház (The House)                | Michael Showalter      | Marta Kauffman és Howard J. Morris | 2019. január 18. |
| 54.  | 2.  | A házfoglalás (The Squat)        | Ken Whittingham        | Billy Finnegan                     | 2019. január 18. |
| 55.  | 3.  | Az ápoló (The Aide)              | Kyra Sedgwick          | Barry Safchik és Michael Platt     | 2019. január 18. |
| 56.  | 4.  | A kereszteződés (The Crosswalk)  | John Hoffman           | John Hoffman                       | 2019. január 18. |
| 57.  | 5.  | A gyógyszertár (The Pharmacy)    | Randall Keenan Winston | Julie Durk                         | 2019. január 18. |
| 58.  | 6.  | A lelkigyakorlat (The Retreat)   | Rebecca Asher          | Julieanne Smolinski                | 2019. január 18. |
| 59.  | 7.  | A reszketés (The Tremor)         | Ken Whittingham        | David Budin és Brendan McCarthy    | 2019. január 18. |
| 60.  | 8.  | Az ünnepség (The Ceremony)       | Rebecca Asher          | Brooke Wied                        | 2019. január 18. |
| 61.  | 9.  | A weboldal (The Website)         | Silver Tree            | Alex Burnett                       | 2019. január 18. |
| 62.  | 10. | A kábszer (The Highs)            | Ken Whittingham        | Alex Kavallierou                   | 2019. január 18. |
| 63.  | 11. | A videó (The Video)              | David Warren           | David Budin és Brendan McCarthy    | 2019. január 18. |
| 64.  | 12. | Az esküvő (The Wedding)          | Alex Hardcastle        | Ben Siskin és Billy Finnegan       | 2019. január 18. |
| 65.  | 13. | Az alternatíva (The Alternative) | Marta Kauffman         | Marta Kauffman és Howard J. Morris | 2019. január 18. |

## 6. évad (2020)
| Sor. | Év. | Cím                                    | Rendező          | Író                                | Premier          |
| ---- | --- | -------------------------------------- | ---------------- | ---------------------------------- | ---------------- |
| 66.  | 1.  | A friss házasok (The Newlyweds)        | Marta Kauffman   | Marta Kauffman és Howard J. Morris | 2020. január 15. |
| 67.  | 2.  | A mentés (The Rescue)                  | David Warren     | David Budin és Brendan McCarthy    | 2020. január 15. |
| 68.  | 3.  | A trófeafeleség (The Trophy Wife)      | Ken Whittingham  | Julie Durk                         | 2020. január 15. |
| 69.  | 4.  | A muris dió (The Funky Walnut)         | John Hoffman     | John Hoffman                       | 2020. január 15. |
| 70.  | 5.  | A vallomások (The Confessions)         | Betty Thomas     | Julieanne Smolinski                | 2020. január 15. |
| 71.  | 6.  | A hallgatózó (The Bad Hearer)          | Marta Cunningham | Alex Burnett                       | 2020. január 15. |
| 72.  | 7.  | A meglepetések (The Surprises)         | Ken Whittingham  | Barry Safchik és Michael Platt     | 2020. január 15. |
| 73.  | 8.  | A rövid borda (The Short Rib)          | Marta Kauffman   | Brooke Wied                        | 2020. január 15. |
| 74.  | 9.  | A rossz időzítés (The One-At-A-Timing) | Rebecca Asher    | Elena Crevello                     | 2020. január 15. |
| 75.  | 10. | Az illat (The Scent)                   | Ken Whittingham  | David Budin és Brendan McCarthy    | 2020. január 15. |
| 76.  | 11. | A nevetség tárgya (The Laughing Stock) | Alex Hardcastle  | Alex Levy és Ben Siskin            | 2020. január 15. |
| 77.  | 12. | Az akvárium (The Tank)                 | Rebecca Asher    | Alex Kavallierou                   | 2020. január 15. |
| 78.  | 13. | A változás (The Change)                | Marta Kauffman   | Marta Kauffman és Howard J. Morris | 2020. január 15. |

## 7. évad (2021-2022)
| Sor. | Év. | Cím                                    | Rendező         | Író                                          | Premier             |
| ---- | --- | -------------------------------------- | --------------- | -------------------------------------------- | ------------------- |
| 79.  | 1.  | A szobatársak (The Roomies)            | Marta Kauffman  | Marta Kauffman és Howard J. Morris           | 2021. augusztus 13. |
| 80.  | 2.  | A vád alá helyezés (The Arraignment)   | Alex Hardcastle | Julie Durk                                   | 2021. augusztus 13. |
| 81.  | 3.  | A nyuszi (The Bunny)                   | Gail Lerner     | Barry Safchik és Michael Platt               | 2021. augusztus 13. |
| 82.  | 4.  | A körülmetélés (The Circumcision)      | David Warren    | Ben Siskin                                   | 2021. augusztus 13. |
| 83.  | 5.  | A mosómedve (The Raccoon)              | Betty Thomas    | Elena Crevello                               | 2022. április 29.   |
| 84.  | 6.  | A drót (The Wire)                      | Gail Mancuso    | Alex Kavallierou                             | 2022. április 29.   |
| 85.  | 7.  | A médium (The Psychic)                 | Molly McGlynn   | Brendan McCarthy                             | 2022. április 29.   |
| 86.  | 8.  | A Bonidabanditák (The Bonida Bandidas) | Marta Kauffman  | David Budin                                  | 2022. április 29.   |
| 87.  | 9.  | A jóslat (The Prediction)              | Todd Holland    | Alex Burnett                                 | 2022. április 29.   |
| 88.  | 10. | A pánikroham (The Panic Attacks)       | David Warren    | Alex Levy és Pete Swanson                    | 2022. április 29.   |
| 89.  | 11. | A szörnyű család (The Horrible Family) | Kelly Park      | Brooke Wied                                  | 2022. április 29.   |
| 90.  | 12. | A kaszinó (The Casino)                 | Ken Whittingham | Julie Durk, Alex Burnett és Elena Crevello   | 2022. április 29.   |
| 91.  | 13. | Az utolsó menet (The Last Hurrah)      | Molly McGlynn   | James Newmyer és Brendan McCarthy            | 2022. április 29.   |
| 92.  | 14. | Paprikás csirke (The Paprikash)        | Rebecca Asher   | Alex Kavallierou, Brooke Wied és David Budin | 2022. április 29.   |
| 93.  | 15. | Az áltemetés (The Fake Funeral)        | Alex Hardcastle | Barry Safchik és Michael Platt               | 2022. április 29.   |
| 94.  | 16. | A kezdet (The Beginning)               | Marta Kauffman  | Marta Kauffman és Howard J. Morris           | 2022. április 29.   |